# Kevin Corre
Pour les articles homonymes, voir Corre (homonymie).
Kevin Corre est un joueur français de basket-ball à cinq et à trois né le 24 mars 1985 au Mans. Il évolue au poste d'ailier fort.

## Carrière
Il entre au club de Boulazac le 21 juin 2015.
Au début de la saison 2017-2018, Il est engagé à Aix Maurienne Savoie Basket à la suite de la blessure de Gide Noel. Il resigne à Aix Maurienne Savoie Basket jusqu’au 15 décembre 2017 pour remplacer le pivot Karl-David Nkounkou. Après une saison où il se consacre uniquement au basket-ball 3x3, il retrouve Aix Maurienne en tant que pigiste médical de David Ramseyer en décembre 2019.

## Clubs successifs

### En Basket-ball à 5
- 2003-2005 :  Le Mans Sarthe Basket (Pro A)
- 2005-2006 :  JSF Nanterre (Pro B)
- 2006-2007 :  Hermine de Nantes (Pro B)
- 2007-2009 :  BC Boncourt (LNA)
- 2009-2010 :  Étoile de Charleville-Mézières (Pro B)
- 2010-2011 :  JL Bourg-en-Bresse (Pro B)
- 2011-2013 :  Champagne Châlons Reims Basket (Pro B)
- 2013-2015 :  JL Bourg-en-Bresse (Pro B puis Pro A)
- 2015-2016 :  Boulazac Basket Dordogne (Pro B)
- 2016-2017 :  ALM Évreux Basket (Pro B) 4 matchs
- 2017-2018 :  Aix Maurienne Savoie Basket (Pro B)
- 2018-2019 : sans club
- 2019-2020 :  Aix Maurienne Savoie Basket (Pro B)

### En Basket-ball 3x3
- 2019-2021 :  Team Jeddah (FIBA 3x3 World Tour)
- Depuis 2021 :  AS Monaco 3x3 (United League Europe)

## Palmarès
- Open de France 3x3 en 2018
- Finaliste de la Leaders Cup de Pro B avec Boulazac en 2016
- Vainqueur des Playoffs de Pro B avec la JL Bourg en 2014
- Médaille d'or en mixte aux Championnats du monde de basket-ball 3×3 2012 en Grèce
- Médaille d'argent en masculin aux Championnats du monde de basket-ball 3×3 2012 en Grèce

## Vie privée
Kevin Corre est le frère aîné de Kelly Corre, joueuse de basket-ball professionnelle évoluant dans le club Cavigal Nice Basket 06.